# Il medico delle donne
Il medico delle donne è un film italiano del 1962 diretto da Marino Girolami.

## Trama
Ambrogio Carugati, un laureando perennemente bocciato per sfuggire al matrimonio combinato con Gabriella, una ragazza che non gradisce, si rivolge a un ex compagno di università, il ginecologo Roberto Setti. Setti è indicato da Giovanni, padre di Gabriella per una perizia che stabilisca lo stato di fertilità della figlia e a tal proposito, Ambrogio chiede a Roberto di falsificare la diagnosi per avere una scusa per annullare le nozze. Durante il colloquio con Ambrogio, Roberto riceve una telefonata dalla contessa Masserotti, sua amante che gli chiede di raggiungerlo in Svizzera e incarica come sostituto per il suo ambulatorio proprio Ambrogio in cambio del favore della falsa diagnosi.
Paola Setti, la moglie di Roberto, stanca dei tradimenti del marito, sicura inoltre dell'ennesima infedeltà del marito che potrebbe determinare la rottura del matrimonio, decide di preparargli una trappola al solo scopo di rendergli pan per focaccia, ignorando però che il marito si è assentato dal suo posto di lavoro. Ambrogio, nel frattempo, avendo poca dimestichezza con le visite e le diagnosi, si rende protagonista di molte peripezie nel poco tempo passato a sostituire l'amico, rischiando anche la vita a causa di un gioco sciocco messo in atto da alcuni amici di Paola. Ambrogio inoltre, comincia a nutrire del sentimento verso Beatrice, la segretaria di Roberto che lo aiuterà quando verrà messo alle strette da Giovanni, un conoscente di Roberto, scoprendolo nell'ambulatorio di Roberto.
Liberatosi di Giovanni, Ambrogio viene colto in fragrante assieme a Paola da Roberto che era da poco tornato da Saint Moritz; credendolo un tradimento, Roberto se la prende con Ambrogio che non capisce cosa stia succedendo (in quanto all'oscuro del fatto che Paola ne è la moglie) fin quando non è lei a presentarsi. Durante la lite causata dalle rispettive gelosie di Roberto e Paola, la polizia fa irruzione nell'ambulatorio intimando ai coniugi Setti di seguirli in commissariato in quanto accusati di occultamento di cadavere che altri non è che un malinteso causato dalla goffaggine di Ambrogio ma che permette a lui e a Beatrice di rimanere a gestire insieme ancora per un po' l'ambulatorio in attesa che l'equivoco si chiarisca.

## Produzione
Il film fu girato a Milano.

## Distribuzione
Il film fu presentato in anteprima il 31 marzo 1962 al cinema Cagnoni di Vigevano con la presenza dei protagonisti.
Fu vietato ai minori di 16 anni.

## Accoglienza

### Incassi
Il guadagno al botteghino al marzo 1964 era di 117.540.962 lire.